# Irrenberg
Der Irrenberg ist ein 924,9 m ü. NHN hoher Berg auf der südwestlichen Schwäbischen Alb beim Albstadter Stadtteil Pfeffingen im Zollernalbkreis.

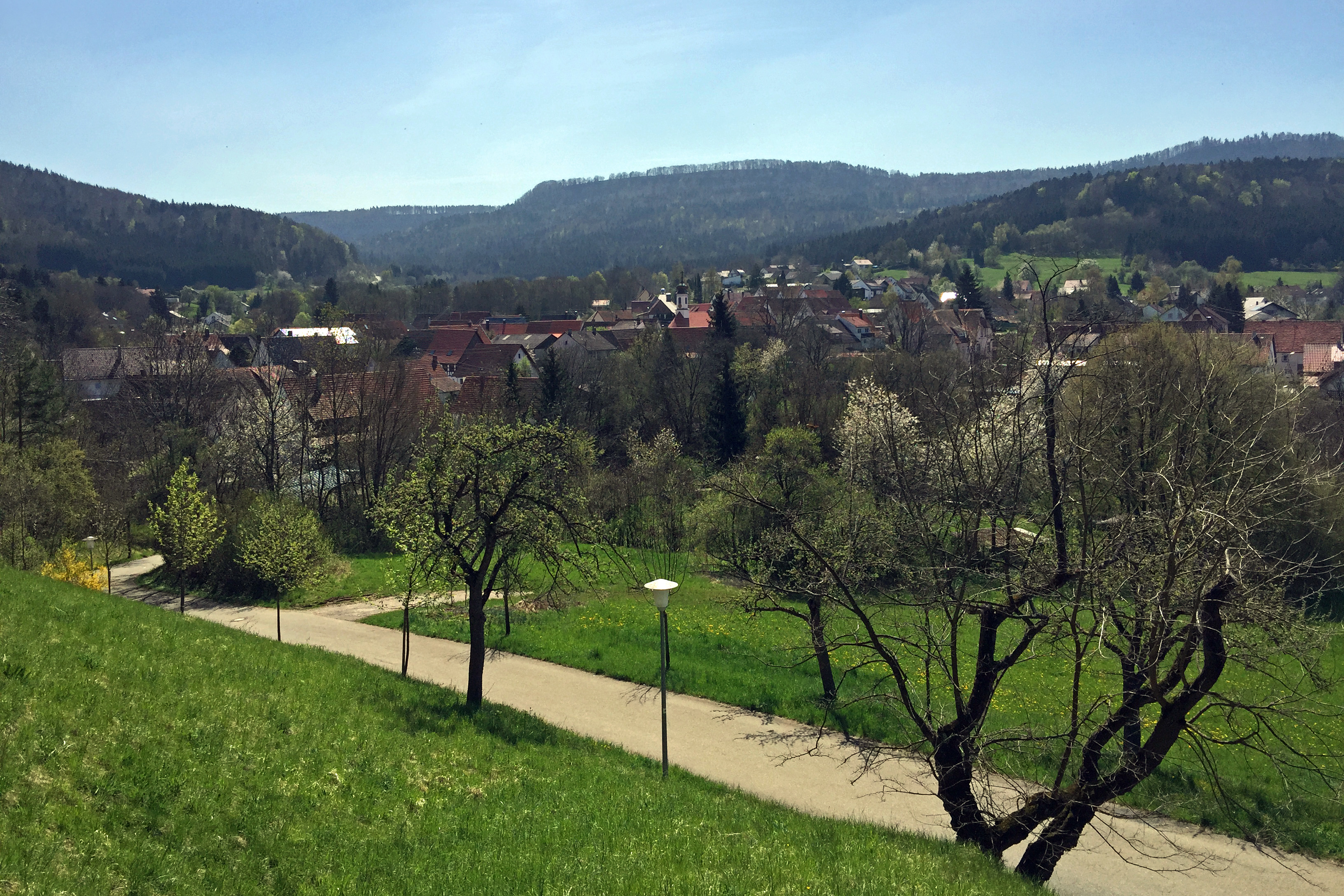
Der Irrenberg oberhalb des Tals des Klingenbachs und Thanheim

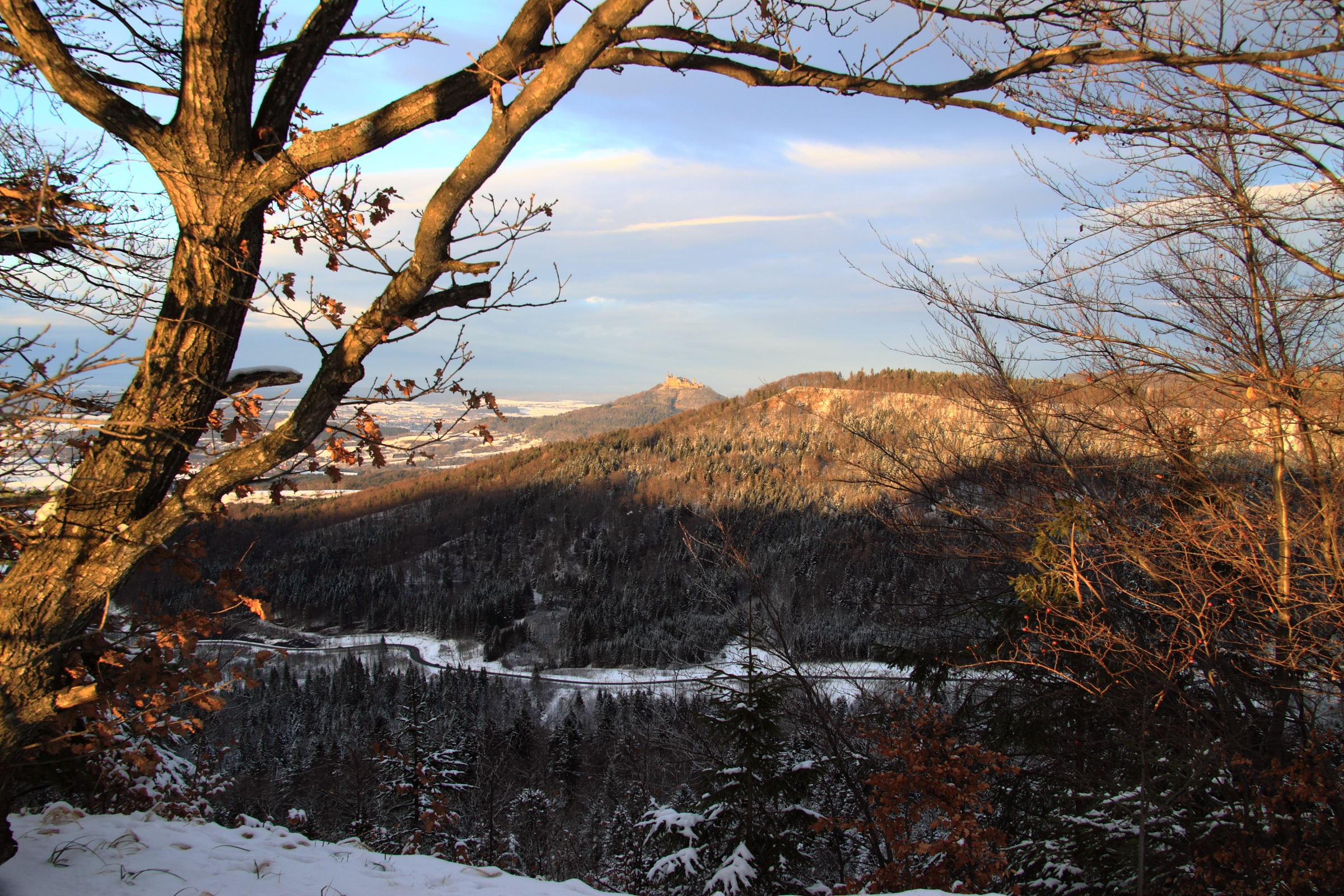
Blick vom Irrenberg zum Albtrauf nach Nordosten mit Thanheimer Steige, Heiligenkopf und Burg Hohenzollern

Am 26. August 1972 ereignete sich infolge starker Niederschläge ein spektakulärer Bergrutsch, bei dem sich der Sattel zwischen Hundsrücken und Irrenberg auf einer Länge von 700 Metern talwärts nach Norden glitt. Durch immer wieder auftretende Fortsetzungen der Bodenbewegung hat sich die betroffene Fläche von ursprünglich rund 20 Hektar auf mittlerweile über 36 Hektar ausgedehnt. An dieser Stelle sowie zum größeren Teil südlich des Sattels liegt das größte Naturschutzgebiet des Zollernalbkreises. Das 128 Hektar große Gelände Irrenberg-Hundsrücken zeichnet sich durch eine außergewöhnliche Vielfalt an Biotoptypen aus. So haben sich zum Beispiel auf den kargen Böden der Holzwiesen am Irrenberg so genannte Kalkmagerrasen mit einer selten anzutreffenden Pflanzen- und Kleintierwelt entwickelt.
Der Irrenberg ist über Pfeffingen erreichbar. Nördlich von Pfeffingen auf Höhe des Zitterhofes gibt es einen Parkplatz, von welchem aus man den Irrenberg leicht erreichen kann. Seine von zahlreichen Naturschutzverbänden gepflegten Flächen machen die Hochfläche des Irrenbergs mit seiner Tier- und Pflanzenwelt einzigartig. Vom Irrenberg aus hat man einen schönen Ausblick nach Streichen und auf den Hundsrücken.